# San Giuseppe dell'Opera Don Guanella
San Giuseppe dell'Opera Don Guanella é um nome compartilhado por três capelas conventuais localizadas na Via Aurelia Antica, no quartiere Aurelio de Roma, a oeste da Villa Doria Pamphilj. A mais antiga fica no número 438 e as outras duas, no 446. São dedicadas a São José.
O complexo é parte da paróquia de Santa Maria della Perseveranza, mas todas as capelas são privadas e fechadas ao público.

## História
A congregação dos Servos da Caridade (em latim: Servi della Carità, conhecidos como "guanellianos") foi fundada por São Luigi Guanelli em Como em 1886; Ela foi formalmente constituídos como uma congregação de vida consagrada em 1906 com um especial interesse no cuidado dos enfermos e deficientes físicos de baixa renda. Um apelido comum para o grupo é "Opera Don Guanella". São Luigi fundou também outras congregações, incluindo para mulheres, uma família conhecida como "Guanellini". Um interesse subsidiário da congregação tem sido a devoção a São José.
A primeira casa dos servitas em Roma foi aberta em 1903, no número 438 da Via Aurelia Antica, um estabelecimento bastante pequeno. São Luigi se mudou para Roma e se tornou um amigo pessoal do papa Pio X, que encorajava seu trabalho e, por conta disto, ele conseguiu fundar o maior centro de culto a São José em Roma, San Giuseppe al Trionfale, e começou a construir um convento muito maior numa vizinhança que começava a se expandir num terreno vizinho à primeira casa na Via Aurelia, a moderna Casa San Giuseppe.
A Casa cresceu e assumiu enormes proporções, abrigando a sede da província italiana da ordem (que inclui a Polônia) e um grande hospital especializado na recuperação de pessoas com graves deficiências ou muito machucadas. No final do século XX, a congregação acrescentou ainda uma instituição de ensino chamada "Seminario Teologico Internazionale Monsignore Bacciarini", batizada em nome de Aurelio Bacciarini, o sucessor de São Luigi no comando da congregação depois de sua morte em 1913. A instituição propriamente dita conta com uma capela própria.
O primeiro complexo, com sua primeira capela, foi transformado numa escola chamada "Istituto Bacciarini", mas seu status atual é incerto.

## Primeira capela
A primeira capela, no número 438, tem uma identidade arquitetural própria, mas fica encostada ema alas de um andar e teto plano do complexo em três dos seus lados. A parte principal do complexo fica para a direita, com o bloco central com dois andares e o telhado com duas águas.
A capela propriamente dita tem uma nave única com um telhado com duas águas e um presbitério retangular bastante profundo de mesma largura e com seu próprio telhando, ligeiramente mais elevado. A fachada está de frente para um pátio elevado em relação à rua e separado dela por uma parede revestida de pedras. Ela se estrutura numa moldura retangular em relevo coroada por um frontão triangular com uma janela redonda. Não existe um entablamento, apenas uma cornija. O portal também tem uma moldura simples e é flanqueado por um par de janelas de topo curvo.

## Capela daCasa San Giuseppe

### Exterior
A segunda capela tem o tamanho de uma igreja paroquial e fica elevada acima de uma cripta no piso térreo, uma das maiores capelas conventuais particulares de Roma. O projeto é eclético, com uma fachada neorrenascentista e o corpo principal com aspectos góticos.
Ela tem uma planta basilical modificada, compreendendo uma nave central com duas baias e corredores laterais após uma baia de entrada estruturalmente separada. Os corredores são quase tão altos quanto a nave. Segue um transepto no formato de uma cruz grega, com os braços laterais com seus próprios corredores, tão largos quanto os braços longitudinais da cruz, e com grandes absides pentagonais externas nas extremidades, cada uma delas com uma capela lateral.
Em seguida está o presbitério, de baia única e corredores seguindo uma outra abside poligonal. Ele é substancialmente mais baixo que o resto da capela e está envolvido por edifícios anexos por todos os lados. O convento original, por sua vez, está encostado na parede direita da nave.
A primeira baixa tem uma única janela alta na parede da esquerda; a segunda baia tem duas. O transepto tem uma única janela em cada parede longitudinal flanqueando uma abside (quatro janelas no total). As absides do transepto tem cinco janelas deste tipo cada uma. A baia do santuário tem duas de cada lado e outras cinco na abside, mas estas são muito mais baixas por causa dos edifícios vizinhos. Todas as janelas são em estilo gótico, com pontas suaves.
O telhado também é complexo. O teto central tem a forma de uma cruz grega e cobre a nave central, o transepto e a baia do presbitério, com quatro braços com duas águas cada. A baia da entrada tem seu próprio telhado, muito mais alto. Os telhados dos corredores da nave tem uma nave única, inclinada, e passam por cima das extremidades dos corredores do transepto. A extremidades exteriores dos corredores do transepto tem seus próprios pequenos telhados de duas águas, com raias diagonais. Os corredores tem tetos inclinados em cinco setores e o presbitério tem seu próprio teto, mais baixo.
Por causa da cripta, a entrada é precedida por um pátio elevado cujo acesso se dá através de um par de escadarias curvas nas laterais. Pátio e escadarias estão cercados por uma balaustrada. A fachada tem três andares e está dividida em três zonas verticais; cada andar se abre numa pequena lógia. A primeira abriga as três entradas da capela, com as duas laterais encimadas por uma pequena janela redonda. Ela se abre em três grandes arcos com impostas simples e bem separadas uma das outras. Cada arco é flanqueado por um par de pilastras cegas sustentando um estreito entablamento sem arquitrave que delimita o primeiro andar. Há pequenos postes acima das seis pilastras imitando capiteis. Os dois arcos laterais são cercados por balaustradas em forma de pinos.
O segundo andar começa com um plinto dórico e tem outros três arcos de uma lógia com seis pilastras. Estas são do mesmo estilo que as do primeiro andar, mas há um par de pequenos painéis redondos recuados entre os dois pares interiores. Além disto, este andar é mais baixo que o inferior e, por isso, as arquivoltas dos arcos tem uma curva mais achatada para que as pilastras tenha a mesma altura.
O terceiro andar tem um outro plinto ático, com as quatro pilastras do meio substituídas por uma balaustrada de pinos, restando apenas quatro pilastras, todas brancas. O par central foi substituído por uma grande serliana com um par de colunas de pedra branca. Entre os pares de pilastras de cada um dos lados está uma grande abertura retangular. O arco da serliana emoldura uma grande estátua em mármore branco de São José com o Menino Jesus. Coroando o terceiro andar está um terceiro plinto ático recortado pelo arco da serliana. Ele sustenta um frontão triangular sem um entablamento propriamente dito e com a seção central ligeiramente projetada para frente. O tímpano contém um brasão em relevo.

### Interior
A baia de entrada é coberta por uma abóbada baixa assentada em três arcos, o central com uma arquivolta com uma curva mais suave. A nave e os corredores do transepto são realçados por pilares quadrados com cantos recortados; o teto do cruzeiro é suportado por colunas isoladas de mármore esverdeado.
O presbitério contém um grande crucifixo plano pintado em estilo bizantino flanqueado por um par de anjos de bronze. No arco pontiagudo da concha da abside está um afresco de São José, patrono da Igreja Universal. Os corredores laterais do presbitério tem, cada um, um arco sem decoração com três arcos góticos menores sustentados por pequenas colunas na mesma pedra que as colunas do cruzeiro. As abóbadas são góticas, mas sem nervuras.

## Capela do Seminário
A terceira capela, anexa ao seminário, tem uma planta tradicional e foi construída na década de 1950. Este edifício tem uma nave única e larga com três baias e, mais adiante, um transepto estreito que se projeta além das paredes da nave de cada lado. Finalmente, está um presbitério com uma baia com uma abside integral com três lados.
O edifício é composto por uma estrutura em concreto armado preenchida com tijolos vermelhos. O telhado tem duas águas sobre nave, transepto e presbitério. Sobre a abside, há três águas sobre três setores triangulares, com o central maior. No gablete acima da primeira baia está um pequeno campanário: uma caixa de concreto com um topo com um pequeno telhado de duas águas. Ele é suportado na fachada por um par de pilastras de concreto nas paredes, flanqueando o portal.
A capela está encostada em duas alas longitudinais do colégio, ambas com um andar apenas e com o teto plano num nível abaixo do das paredes laterais.